# Udovič
Udovič je priimek več znanih Slovencev:
- Andrej Udovič (Udovč), vrtnar, organist, dirigent, upravitelj narodnega doma v Trstu
- Bojan Udovič (1957—2015), kolesar
- Boštjan Udovič (*1980), politolog, strokovnjak za mednarodne odnose
- Danilo Udovič (190?—1985), arhitekt
- Denis Udovič (*1970), strongman in powerlifter
- Dušan Udovič (1950—2017), novinar, publicist in družbeni delavec (Trst)
- Franc Udovič (1898—1977), trgovec in član organizacije TIGR
- Frane Udovič (1914—2010), novinar, politik in kulturni delavec (Trst)
- Jože Udovič (1912—1986), pisatelj, pesnik, prevajalec, akademik
- Jožko (Nino) Udovič (1910—1943), politični delavec
- Manca Udovič, klasična in jazz - pianistka in skladateljica
- Marko Udovič (1931—2006), gospodarstvenik, politik in kulturni delavec (Trat)
- Matija Udovič, violinist
- Pavla Udovič (1904—1978), operna pevka sopranistka
- Peter Udovič (1901—1950), gospodarstvenik, politik in narodni delavec
- Peter Udovič - ml. (*1929), gospodarstvenik (Trst)
- Rudolf Udovič (1910—1987), novinar, radijski voditelj, satirik (humorist)
- Sašo Udovič (*1968), nogometaš